# Vardak
Vardak è una provincia dell'Afghanistan di 517 200 abitanti, che ha come capoluogo Maidanshahr.

## Suddivisioni amministrative
La provincia di Vardak è divisa in nove distretti:

Distretti di Vardak.

- Chaki Wardak
- Day Mirdad
- Distretto di Hisa-I-Awali Bihsud
- Jaghatu
- Jalrez
- Markazi Bihsud
- Maydan Shahr
- Nirkh
- Saydabad